# Punch (bevanda)
Il punch è una serie di bevande alcoliche usate per lo più come digestivo.
È noto anche poncio o ponce, e col nome di ponche nei paesi ispanofoni.
Un altro uso è riscaldato con fette di buccia di limone.

## Etimologia
Il termine parrebbe derivare da una parola sanscrita che significherebbe "cinque" (la radice indoeuropea è la stessa del latino quinque e del greco pente), in quanto simili prodotti sarebbero stati scoperti dagli inglesi colonizzatori in India, ed erano costituiti da cinque ingredienti base. Secondo altri, la parola punch deriverebbe dal prestito linguistico panj: una parola in lingua persiana che significa "cinque" in riferimento ai cinque ingredienti utilizzati per preparare la bevanda, ovvero alcool, zucchero, limone, acqua e tè o spezie. Altri sostengono invece che la parola punch derivi dall'inglese puncheon, lemma utilizzato dai marinai per indicare la quantità di liquido contenuto in grosse botti di legno.

## I 5 ingredienti
Suoi componenti per la fabbricazione sono:
- erbe varie aromatiche (anche erbe non alpine) / aromi vari;
- buccia d'arancia e/o di limone;
- sciroppo di glucosio o di zucchero;
- alcool;
- acqua.

Può essere preparato o come macerato o, molto meno sovente, come distillato.